# Marc Barbezat
Pour les articles homonymes, voir Barbezat.
Marc Barbezat, né à Décines-Charpieu le 26 novembre 1913 et mort à Bron le 26 avril 1999,, est un éditeur et pharmacien français. Il fut le fondateur de la revue L'Arbalète en 1940 puis de la maison d'édition du même nom.

## Biographie
Né à Lyon, Marc Barbezat succède à son père dans les années 1930 à la tête de l’entreprise pharmaceutique de Décines, devenue le laboratoire Gifrer-Barbezat.
Après avoir été mobilisé sur le front au début de la Seconde Guerre mondiale, il lance à Lyon en 1940 une revue baptisée L’Arbalète, transformée l’année suivante en maison d’édition, au 8 de la rue Godefroy, dans le 6e arrondissement. La revue comptera treize numéros jusqu’en 1948, avec au sommaire des auteurs comme Antonin Artaud, Mouloudji, Michel Leiris, Paul Claudel, Raymond Queneau, Jean-Paul Sartre, Ernest Hemingway, Henri Michaux, Louis-René des Forêts. 
Les éditions L’Arbalète, dirigées par Marc Barbezat et Olga Kechelievitch, sont surtout connues pour avoir publié les premiers livres de Jean Genet, dont Barbezat a été le premier éditeur officiel, entre autres Chants secrets (Le Condamné à mort et Marche funèbre, 1945), Notre-Dame-des-Fleurs (1948), Miracle de la rose (1946), Poèmes (1948), Les Bonnes (1958), Le Balcon (1956), Les Nègres (1958), Les Paravents (1961).

### Vie privée
Barbezat avait épousé l'actrice Olga Kechelievitch, décédée à Paris le 21 décembre 2015.